# Axel Bakunts

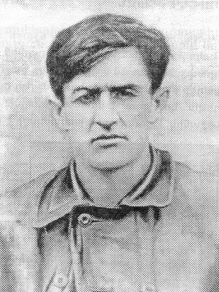
Axel Bakunts in den 1930er Jahren

Axel Bakunts, armenisch Ակսել Բակունց Aksel Bakunz, eigentlich Alexandr Stepani Thevosian (* 13. Juni 1899 in Goris; † 8. Juli 1937 in Jerewan), war ein armenischer Schriftsteller, Übersetzer und Drehbuchautor, der im Zuge des Großen Terrors ums Leben kam.

## Leben
Axel Bakunts wurde als Sohn einer verarmten Bauernfamilie geboren. Über seine Kindheit schrieb er, dass er selbst vom früheren Wohlstand seiner Eltern nichts mehr gesehen habe und sich nur noch an ein Haus mit vielen Kindern und bittere Armut erinnere. Zunächst wurde Bakunts zur örtlichen Pfarrschule geschickt. Als sich jedoch sein Bildungshunger zeigte, wechselte er zum Gevorgian Seminar (genannt nach Gevorg IV. von Konstantinopel). Dort spezialisierte er sich auf armenische Literatur, was seinen Patriotismus stärkte. 1916 meldete er sich freiwillig zum Wehrdienst, wurde jedoch wegen seines geringen Alters zurückgewiesen. 1917 nahm er schließlich an den Schlachten von Erzurum, Mamkhatoun, Ardahan und der Schlacht von Sardarapat teil.
1923 schloss er die landwirtschaftliche Hochschule in Charkiw ab und wurde leitender Agronom der Bergregion Sangesur. Auf seinen Erkundungsgängen entdeckte er in einem Waldgebiet die Ruine des mittelalterlichen Klosters Bgheno-Noravank. 1936 wurde Bakunts wegen „antisowjetischer Umtriebe“ und „nationalem Abweichlertum“ verhaftet. Aus dem Gefängnis heraus schrieb er, dass Literatur sein wahrer Seinsgrund sei. Seine Bitte, zu lesen und zu schreiben, wurde abgeschlagen. Nach 11 Monaten Haft wurde er am 8. Juli 1937 zum Tode verurteilt und 25 Minuten später von einem Erschießungskommando hingerichtet. Sein letzter Wunsch soll eine Zigarette gewesen sein, deren Tabak er mit trockenem Gras gestreckt habe.

## Wirken
Bakunts war ein typischer armenischer Intellektueller des frühen 20. Jahrhunderts, der wie viele seiner Landsleute von einer Erneuerung der armenischen Kultur träumte. Dementsprechend schloss sich Bakunts früh der armenischen Revolutionsbewegung an, die sich dem Wohl des Volkes verschrieben hatte. Nach der bolschewistischen Machtübernahme in Armenien setzte er sich als schreibender Aktivist der Armenischen Sozialistischen Sowjetrepublik ein und wurde 1924 Mitglied der KPdSU. Neben seiner Arbeit als Agronom lehrte er in abgelegenen armenischen Bergdörfern und übersetzte große Mengen Propagandaliteratur. Ebenfalls ab 1924 widmete sich Bakunts von Jerewan aus verstärkt seinem literarischen Engagement. Zusammen mit Jeghische Tscharenz, Mkrtitsch Armen und Gurgen Mahari gehörte er zur Gruppe November. Bis zu seinem Tod schrieb er Prosa, vornehmlich Kurzgeschichten und einige Drehbücher. Ein Museum über Leben und Wirken Bakunts’ befindet sich in seinem Geburtshaus in Goris.

## Werke

### Bücher
- Alpiakan manushak
- Lar-Markar
- Namak rusats tagavorin (Brief an den russischen Zaren)
- Kyores (1935)
- Mtnadzor. Die ersten Zeilen des Buches lauten:

„Der einzige Pfad, der nach Mtnadzor führt, ist beim ersten Schneefall unpassierbar und niemand kann die Wälder bis zum Frühjahr durchqueren. Bis heute gibt es in den dichten Wälder Mtnadzors Gebiete, die noch kein Mensch betreten hat. Bäume fallen und verrotten. Ein neuer Baum wächst anstelle des alten. Bären tanzen pfeifend wie Schafhirten, Wölfe heulen zum Mond. Das Schwarzwild durchpflügt mit den Hauern die Erde und frisst die Eicheln des letzten Herbstes.“

## Filmografie
Drehbuchautor
- 1930: Sev tevi tak. Soldat Ando, gerade erst aus dem Ersten Weltkrieg zurück, stachelt die Bewohner seines Heimatdorfes dazu auf, Klassenfeinde zu bekämpfen.
- 1938: Sangesur. Der Film handelt vom Bürgerkrieg in der armenischen Provinz Sangesur. Er spielt in den frühen 1920er Jahren. Die letzten Daschnakenbattalione (Kämpfer der Armenischen Revolutionären Föderation) widersetzen sich unter Führung von Sparapet Nschdeh der Roten Armee und bolschewistischen Partisanen.